# Fortunato Pinto
Fortunato Maria Pinto (Salerno, 7 settembre 1740 – Salerno, 20 novembre 1825) è stato un arcivescovo cattolico italiano.

## Biografia
Era figlio di Matteo, patrizio salernitano, e di Laura de Fusco, patrizia di Ravello. Si avviò alla carriera ecclesiastica diventando canonico della cattedrale di Salerno nel 1762, e ricevette l'ordinazione sacerdotale il 24 settembre 1763. Dopo l'esperienza come vescovo di Tricarico, fu scelto dal re Ferdinando I come arcivescovo di Salerno, nel febbraio del 1805. Venne confermato nel ruolo da papa Pio VII il 26 giugno dello stesso anno.
Combatté e si oppose alla repressione napoleonica dei monasteri e delle chiese che a stento riuscì a mantenere integre e aperte al culto. Dopo il concordato del 7 marzo 1818 fra la Santa Sede e il Regno delle Due Sicilie gli viene affidata l'amministrazione della diocesi di Acerno. Dal 1819 si impegnò nella riforma del seminario perseguendo una migliore formazione degli studenti. Nel 1822 si recò a corte per scongiurare il declassamento della sede di Salerno a diocesi, riuscendo a mantenere il rango. Morì il 20 novembre 1825; fu sepolto nella cappella di famiglia della cattedrale.

## Genealogia episcopale
La genealogia episcopale è:
- Cardinale Scipione Rebiba
- Cardinale Giulio Antonio Santori
- Cardinale Girolamo Bernerio, O.P.
- Arcivescovo Galeazzo Sanvitale
- Cardinale Ludovico Ludovisi
- Cardinale Luigi Caetani
- Cardinale Ulderico Carpegna
- Cardinale Paluzzo Paluzzi Altieri degli Albertoni
- Papa Benedetto XIII
- Papa Benedetto XIV
- Papa Clemente XIII
- Cardinale Luigi Valenti Gonzaga
- Arcivescovo Fortunato Pinto